# Santa Morte

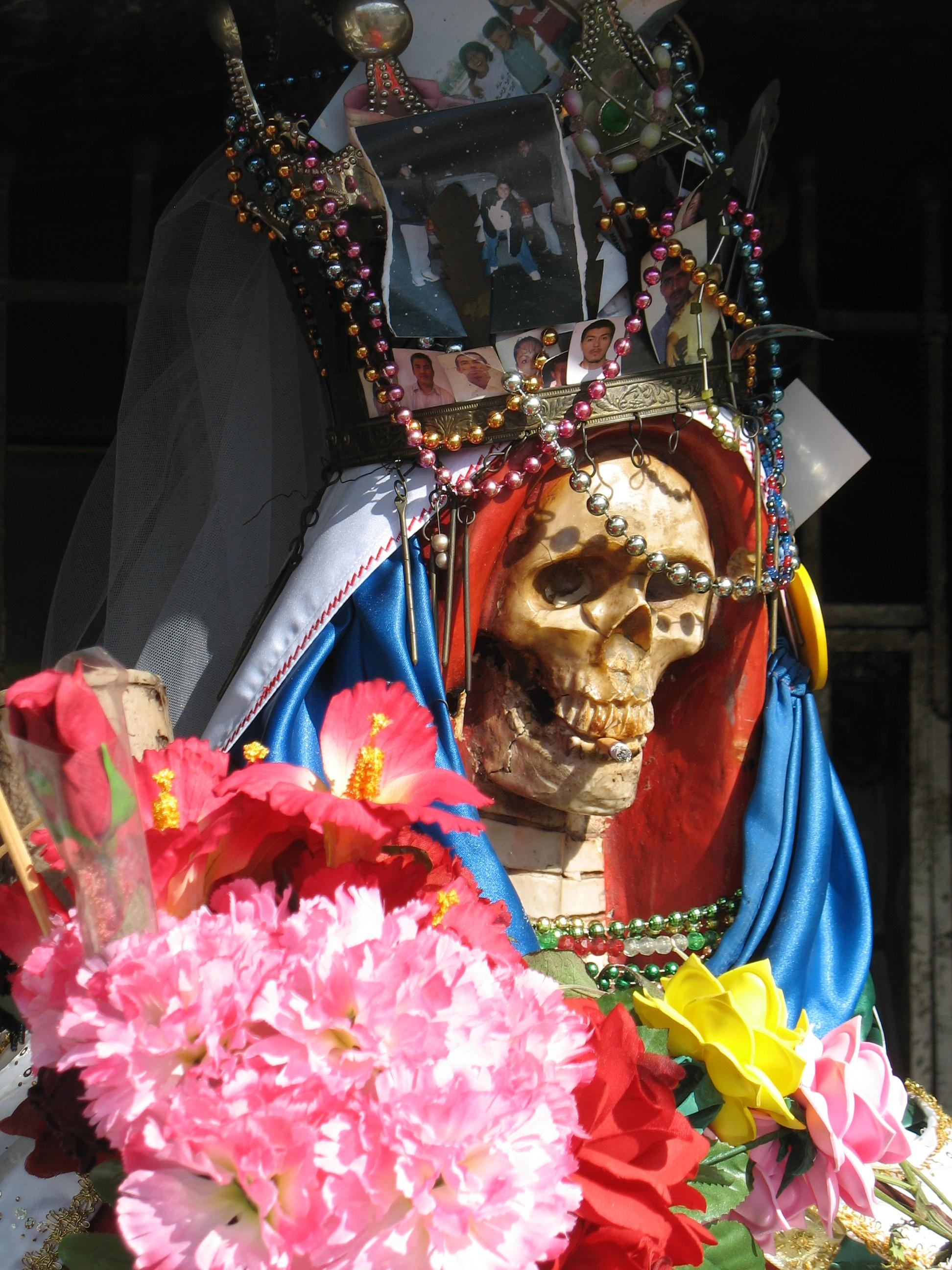
Altare nel sud di Nuevo Laredo, Messico.

Nostra Signora della Santa Morte (in lingua originale Nuestra Señora de la Santa Muerte), o semplicemente Santa Morte (Santa Muerte), è una divinità messicana di origini pre-colombiane, il cui culto si è diffuso in maniera significativa - riemergendo - a partire dagli anni 2000, coinvolgendo oggi tra i 10 e i 12 milioni di adepti in Messico e nelle altre aree ispanofone dell'America Latina.
Deriva dalla dea azteca della morte Mictecacihuatl, abbigliata nello stile delle donne dell'Europa medievale, come le statue delle sante della religione cattolica.
La Santa Muerte appare generalmente come una figura scheletrica femminile, vestita con una lunga veste con in mano uno o più oggetti, di solito una falce e un globo. La sua veste può essere di vari colori, poiché le immagini della figura variano ampiamente da devoto a devoto e in base alla funzione del rito che le è tributato. 
Poiché il culto della Santa Muerte era clandestino fino al XX secolo, la maggior parte delle preghiere e altri riti sono stati tradizionalmente celebrati privatamente . Dall'inizio del XXI secolo, specialmente a Città del Messico sono nate nuove organizzazioni religiose rendendo quindi pubblico questo culto .

## Nomi
Il nome spagnolo della divinità, Santa   Muerte può essere tradotto "Santa Morte". Una variante di questo è Santísima Muerte, che è tradotto come "Morte Santissima", e i devoti spesso la chiamano Santísima Muerte durante i loro rituali. 
La Santa Muerte è anche conosciuta con una grande varietà di altri epiteti: la Signora Scheletrica (la Flaquita o la Flaca), la Signora Ossuta (la Huesuda), la Dama Potente (la Dama Poderosa), la Signora Bianca (la Señora Blanca), la Signora Nera (Señora Negra), la Bella Fanciulla (la Niña Bonita), la Signora delle Ombre (la Señora de las Sombras), la Bella Signora Sebastiana (Doña Bella Sebastiana).

## Storia

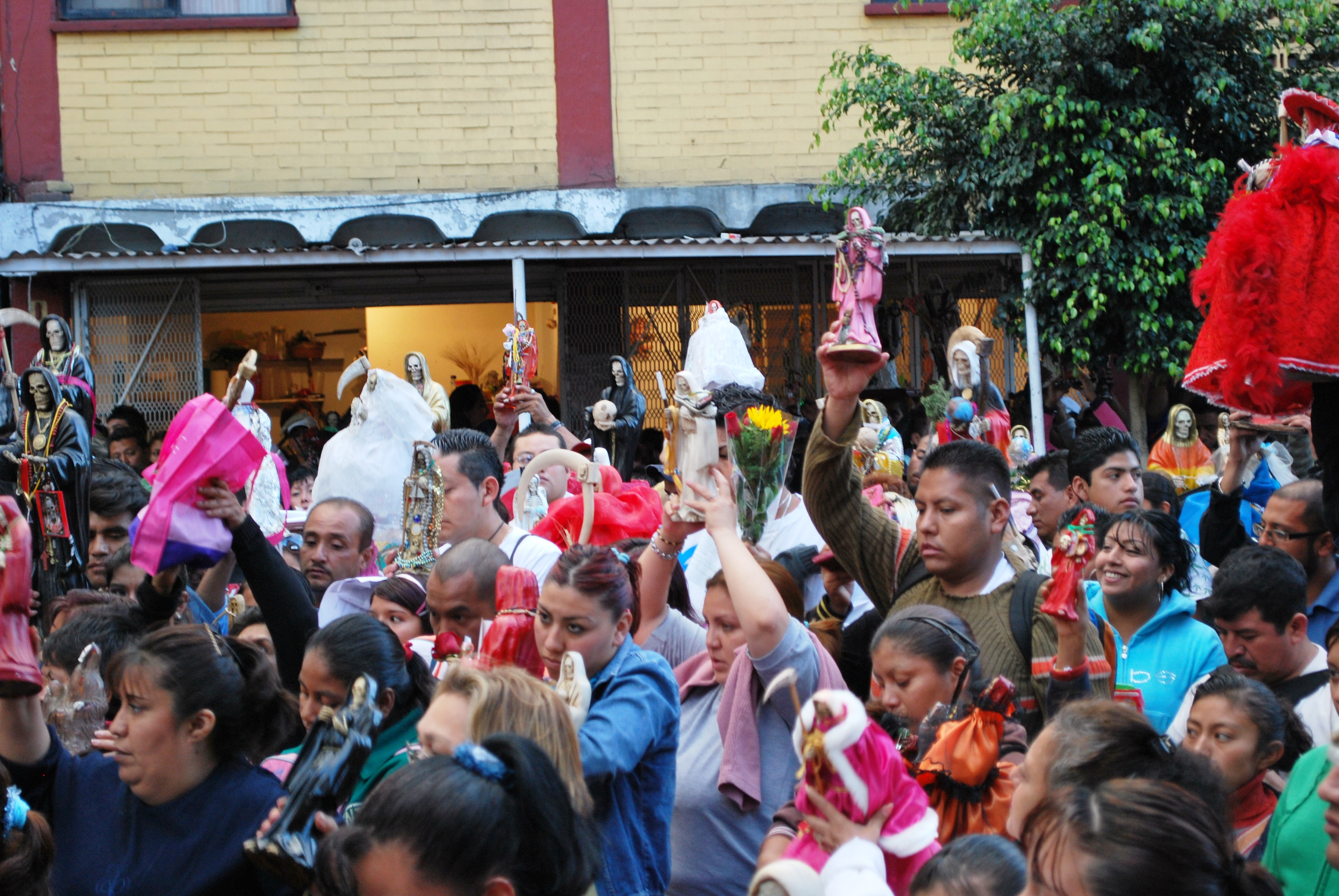
Gruppo di devoti con statue della Santa Morte a Tepito, Città del Messico.

Le origini della Nostra Signora della Santa Morte affondano con tutta probabilità nel culto azteco a Mictecacihuatl, dea della morte, dell'oltretomba e della rinascita. Sono possibili anche influenze dalla religione yoruba di origine africana, pure diffusa in Sudamerica. L'iconografia della Santa Muerte è invece un adattamento degli abiti femminili tradizionali dell'Europa medievale, stile comune alle statue delle sante cattoliche diffuso in Sudamerica con la cultura dei conquistatori ispanici.

### Narrazione popolare dell'apparizione negli anni 1960
Una leggenda popolare, tramandata oralmente, narra dell'apparizione della "Madonna Morte" di fronte a un popolano della zona di Veracruz negli anni 1960, chiedendo a questi di diffonderne il culto, spiegando che in virtù dei sacrifici fatti dall'intero popolo messicano ella concedeva loro speciale grazia e protezione. Un culto "popolare" quindi, non "organizzato", senza "ministri" né "chiesa" almeno fino al 2002.

## Caratteristiche del culto

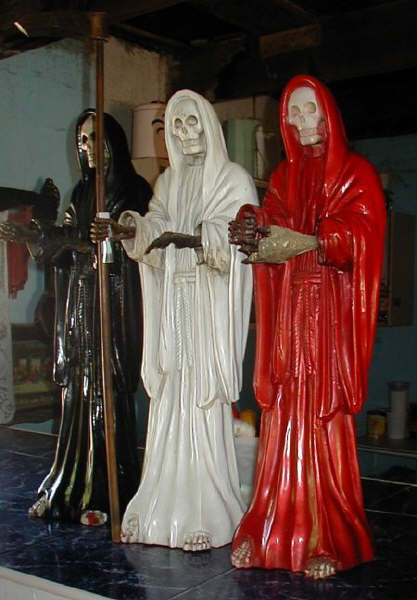
Santa Morte in vari colori.

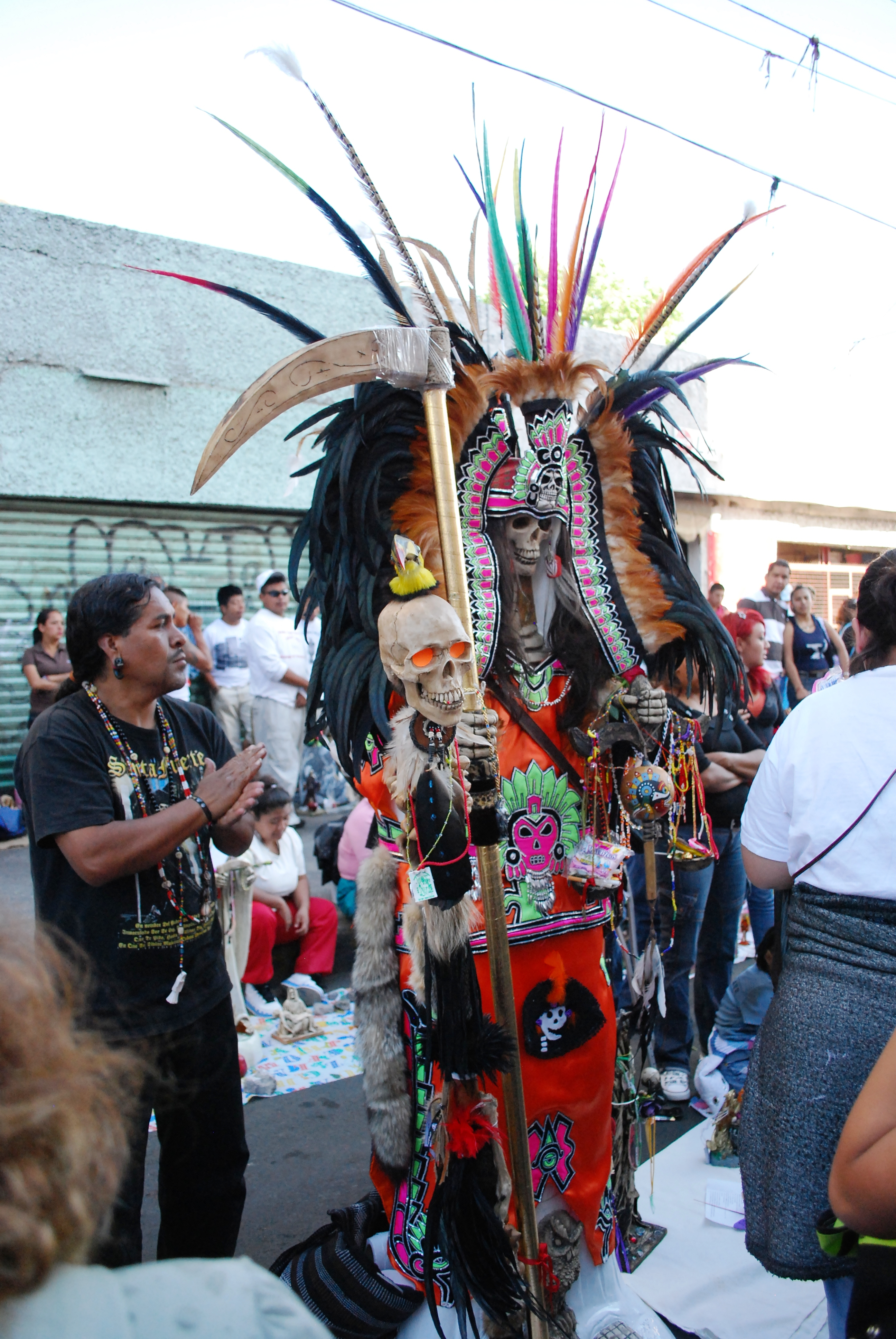
Santa Morte in stile azteco.

### Nostra Signora della Santa Morte in vari colori
Sono diffuse versioni della Santa Morte con abito di colore diverso: "nera", "rossa", "verde", "bianca", "gialla" e "dorata". A volte anche argentea, blu-celeste, o viola. A seconda dei suoi diversi colori è considerata portatrice di poteri di diversa efficacia. Per esempio: rossa per l'amore; verde per il lavoro o problemi giuridico-legali; gialla per il denaro, e così via.

### Varianti classiche ed esoteriche

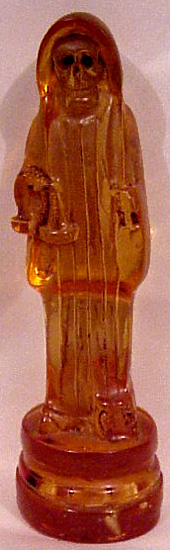
Statuina da tasca

Oltre a quella dei "colori", sembra esista anche un altro tipo di distinzione. La Santissima (come amano chiamarla i suoi devoti) avrebbe due tipi principali di rappresentazioni: quella classica, con bilancia, falce e a volte globo in mano, e quella esoterica, con la clessidra e la marionetta, a rappresentanza simbolica del suo ruolo fatidico nel conteggio del tempo umano e della vita in generale.

### Luoghi di culto
Il principale luogo di culto si trova a Tepito, considerato uno fra i quartieri più pericolosi di Città del Messico. Attorno all'altare della "Santa" vengono lasciate numerose offerte, in particolare gioielli preziosi, soldi, frutti, caramelle, sigarette e birra. Il culto della "Santa Morte" accetta apertamente l'aborto, l'uso del preservativo, ammette transessuali nella sua chiesa e molti LGBT messicani la pregano affinché li protegga dall'omofobia e dall'intolleranza.

### Pericolosità del culto
Secondo la credenza popolare, invocarla o votarsi ad essa senza un valido motivo, sarebbe considerato un atto estremamente pericoloso se compiuto in maniera superficiale ed effimera. Si pensa che il castigo per un simile gesto, così come per una promessa fatta non mantenutale, verrebbe ad essere la morte, non propria, ma di una persona cara. Ma i credenti sostengono essere falsità in quanto è un essere di Luce. Ma non opera per il male, solo per il bene. Si crede che la Santa Muerte sia estremamente gelosa.

### Associazione con i narcotrafficanti
Uno degli aspetti per il quale il governo messicano sembra si trovi più in difficoltà all'accettazione ufficiale e formale di questa religione-culto riguarda la presunta fede e appartenenza di singoli membri, a volte anche importanti, al campo delinquenziale e del narcotraffico.

## Diffusione nei "media"

Murale della Santa Muerte a Viareggio nel 2021

- Homero Aridjis, un rinomato scrittore latino-americano, ha pubblicato il libro La santa Muerte, un romanzo sulle vite di sei adepti a questo culto, che è diventato subito un best seller.
- Nel 2007 esce il film La Santa Muerte, diretto da Eva S. Aridjis che tratta l'argomento dei rapimenti di bambini e questo culto.
- Nel 2009 esce il film Not forgotten. Le verità nascoste; diretto da Dror Soref che tratta l'argomento dei rapimenti di bambini e questo culto.
- Nella serie televisiva statunitense Dexter si tratta di un serial killer chiamato appunto La Santa Muerte che uccide le vittime seguendo l'omonimo culto.
- Nella serie americana Breaking Bad appaiono, a partire dalla terza stagione, svariati riferimenti a "La Santa Muerte" come divinità adorata dai narcotrafficanti del Cartello. Stessa cosa avviene nel videogioco uscito nel 2017 Ghost Recon Wildlands, in cui viene adorata dai membri del cartello boliviano Santa Blanca, l'antagonista principale.
- Nei titoli della sigla iniziale della terza stagione della serie tv statunitense American Horror Story (Coven), l'immagine in negativo della Santa Muerte appare di fianco al nome di Sarah Paulson, interprete della strega Cordelia Foxx.
- È un personaggio del film d'animazione, diretto da Jorge R. Gutierrez, Il libro della vita (The Book of Life). Il film si basa, sul Giorno dei Morti, proprio della cultura messicana.
- Santa Muerte, romanzo di Ettore Zanca (2019) nel quale il protagonista, il sicario Leonida, assume il soprannome di Santa Muerte.
- Nella prima puntata di Dark Tourist, docuserie Netflix, il culto della Santa Muerte viene spiegato da vicino, con riprese a Tepito.
- Santa Muerte è un personaggio della serie televisiva del 2020 Penny Dreadful: City of Angels ed è interpretata dall'attrice Lorenza Izzo. Nella serie ha una sorella, Magda, interpretata dall'attrice Natalie Dormer.
- Nel film Il corvo 2 di Tim Pope, strettamente correlato al primo film della serie, ci sono dei riferimenti alla Santa Muerte e al suo relativo culto; in una scena del film, il protagonista Ashe Corven, all'interno di una chiesa, in un contesto "dark-gotico", durante un dialogo sul giorno dei morti, osserva incuriosito una donna invocare la Santa Muerte a protezione dei suoi cari defunti.